# 호텔리어 (2007년 드라마)
《호텔리어》(일본어: ホテリアー)는 2007년 4월 19일부터 2007년 6월 14일까지 일본의 TV 아사히에서 방송된 9부작 목요드라마이다. 2001년 4월 4일부터 2001년 6월 7일까지 대한민국의 문화방송(MBC)에서 방송된 수목드라마 《호텔리어》의 리메이크 작품이기도 하다.
특급 호텔을 무대로 그곳에서 일하는 스태프들의 인간 관계와 우정, 또 그 호텔의 인수를 꾀하는 기업 인수가와 경영자 간의 공방을 사실적으로 그린 작품이다. 일본판에서는 "호화 호텔을 둘러싼 질투·배신·사랑"이라는 부제가 달려 있었지만 방송 개시 당시에는 제목인 '호텔리어'만 변경되었다. 원작인 대한민국판이 일본에서 호평을 받으면서 화제가 됐고 배용준이 특별 출연하는 등 기대도는 높았지만 시청률은 1회 이외에 모두 한 자릿수대로 부진했다.

## 출연진

### 도쿄 오션 호텔
- 우에토 아야 - 오다기리 쿄코(小田桐 杏子, 22세, 프런트 어시스턴트 매니저) 역할
- 니시다 나오미 - 우에다 나쓰코(上田 奈津子, 33세, 프런트 매니저) 역할
- 타나베 세이이치 - 오가타 코헤이(緒方 耕平, 37세, 신총 지배인) 역할
- 아즈마 미키히사 - 이와마 타케히코(岩間 武彦, 37세, 부총 지배인) 역할
- 사토 유우키 - 키타노 요스케(北野 洋介, 23세, 벨보이·사장의 외아들) 역할
- 와타나베 코헤이 - 이이즈카 마사토(飯塚 雅人, 25세, 벨보이) 역할
- 오오시마 요코 - 콘노 사토코(紺野 里子, 45세, 하우스키퍼) 역할
- 호리 마유미 - 이치카와 카오리(市川 香織, 25세, 하우스키퍼) 역할
- 오다 아카네 - 고토 카요코(後藤 加世子, 27세, 레스토랑 매니저) 역할
- 아난 - 히라야마 아오이(平山 葵, 25세, 레스토랑 웨이트리스) 역할
- 코바야시 카나 - 무라노 야유미(村野 あゆみ) 역할
- 리코 - 타나카 에리(田中 エリ, 20세, 신입 셰프) 역할
- 마루야마 토모미 - 하기와라 류이치(萩原 隆一, 36세, 레스토랑 주임) 역할
- 시오미 미츠요시 - 쿠로아와 테루오(黒岩 輝夫, 58세, 레스토랑 주방장) 역할
- 오오스기 렌 - 키타노 코지로(北野 幸治郎, 향년 55세, 사장, 제1화에서 급서) 역할
- 카타히라 나기사 - 키타노 미쓰코(北野 みつ子, 48세, 새 사장) 역할

### 다이닛토 개발
- 타케나카 나오토 - 모리모토 마사카즈(森本 正和, 53세, 회장) 역할
- 사에코 - 모리모토 아카네(森本 あかね, 22세, 모리모토 회장의 외동딸) 역할
- 후리키 유코 - 카시와기 마유미(柏木 真由美, 30세, 모리모토 회장의 비서 겸 애인으로 추정되는 여자) 역할
- 오이카와 미츠히로 - 미즈사와 케이코(水沢 圭吾, 35세, 다이닛토 개발에 고용된 우수한 M&A(인수 합병) 전문가) 역할
- 코모토 마사히로 - 에드워드 키쿠치(エドワード・キクチ, 40세, 일본계 미국인 변호사) 역할

### 특별 출연
- 배용준 - 신동혁(シン・ドンヒョク, M&A(인수 합병) 전문가이자 오가타의 친구) 역할 (제1화)
- 나카네 토오루 - 후지타 토오루(藤田 徹, 전 도쿄 오션 호텔 전 총지배인) 역할 (제1화)
- 코다마 요리노부 - 미즈구치 중의원 의원(水口 代議士) 역할 (제1화)
- 타카하시 히토미 - 미즈구치 유키에(水口幸恵) 역할 (제1화)
- 엔도 타츠오 - 미야타 회장(宮田 会長) 역할 (제2화)
- 키무라 야스시 - 손님·크레이머(クレーマー) 역할 (제3화)
- 야노 토모코 - 마키하라 케이코(槙原 恵子) 역할 (제4화)
- 스즈키 소타로 - 마키하라 쇼타(槙原 翔太) 역할 (제4화)
- 류 라이타 - 무라카미 요시오(村上 芳雄) 역할 (제6화)
- 타카바야시 유키코 - 무라카미 아유미(村上 あゆみ) 역할 (제6화)
- SS501 (제7화)

## 에피소드
- 제1화: 도쿄에서 서울까지 운명의 만남! 호화 호텔에 사랑과 욕망의 함정이 (東京〜ソウル、運命のめぐり逢い!豪華ホテルに愛と欲望の罠)
- 제2화: 위험한 손님으로부터 300송이 장미가!? (危険な客からの300本のバラ!?)
- 제3화: 갑작스러운 사랑! 4명의 운명은 (突然の恋!4人の運命は)
- 제4화: 사라진 작은 손님! 쫓긴 사랑... (消えた小さな客!追いつめられた恋…)
- 제5화: 호텔을 그만두는 날 (ホテルをやめる日)
- 제6화: 30년차 결혼식!? (30年目の結婚式!?)
- 제7화: 남매, 운명의 대결 (兄妹、運命の対決)
- 제8화: 적의 손에 넘어간 호텔!? (敵の手に渡ったホテル!?)
- 제9화: 그리고 운명의 날!! (そして運命の日!!)

## 같이 보기
- 편편애상니 (대한민국의 드라마 《호텔리어》의 중국판 리메이크 드라마)